# Meghan Musnicki
Meghan Musnicki (Naples, 5 de febrero de 1983) es una deportista estadounidense que compite en remo.
Participó en tres Juegos Olímpicos de Verano, obteniendo dos medallas de oro (en Londres 2012 y Río de Janeiro 2016) en la prueba de ocho con timonel, y el cuarto lugar en Tokio 2020, en la misma prueba.
Ganó seis medallas en el Campeonato Mundial de Remo entre los años 2010 y 2019.

## Palmarés internacional
| Juegos Olímpicos   | Juegos Olímpicos          | Juegos Olímpicos  | Juegos Olímpicos |
| Año                | Lugar                     | Medalla           | Prueba           |
| ------------------ | ------------------------- | ----------------- | ---------------- |
| 2012               | Londres (Reino Unido)     | Medalla de oro    | Ocho con timonel |
| 2016               | Río de Janeiro (Brasil)   | Medalla de oro    | Ocho con timonel |
| Campeonato Mundial |                           |                   |                  |
| Año                | Lugar                     | Medalla           | Prueba           |
| 2010               | Cambridge (Nueva Zelanda) | Medalla de oro    | Ocho con timonel |
| 2011               | Bled (Eslovenia)          | Medalla de oro    | Ocho con timonel |
| 2013               | Chungju (Corea del Sur)   | Medalla de oro    | Ocho con timonel |
| 2014               | Ámsterdam (Países Bajos)  | Medalla de oro    | Ocho con timonel |
| 2015               | Aiguebelette (Francia)    | Medalla de oro    | Ocho con timonel |
| 2019               | Ottensheim (Austria)      | Medalla de bronce | Ocho con timonel |